# Agdam
Agdam (azerski: Ağdam, armenski: Ակնա, Akna) je bivši grad duhova na jugozapadu Azerbajdžana. Agdam je do 1999. bio središte Agdamskog rajona, a danas je to Aljibejli. Od Rata u Gorskom Karabahu bio je dio Gorskog Karabaha, a u Drugom ratu u Gorskom Karabahuu je vraćen pod nadzor Azerbajdžana.

## Povijest
Agdam je osnovan u 18. stoljeću te je status grada dobio 1828. godine. Prije Rata u Gorskom Karabahu u gradu su se nalazile tvornice maslaca, vina, vinjaka i strojeve te željeznička postaja.

## Rat u Gorskom Karabahu
Agdam se nalazio na poprištu žestokih borbi tijekom Rata u Gorskom Karabahu. Prema novinaru Robertu Parsonsu, Azerbajdžanska vojska je koristila grad kao bazu napada na Gorski Karabah, odakle je lansirala projektile s BM-21 Grada i bombaške napade. Nakon pada grada, skoro čitao stanovništvo grada je pobjeglo prema istoku.
Armenske oružane snage su do 2020. koristile grad kao tampon-zonu, pa je grad bio gotovo pust, te često zabranjen za posjet.

### Agdam poslije Prvog rata u Gorskom Karabahu
Agdam je prije rata imao oko 40.000 stanovnika, no danas je skoro u potpunosti nenaseljeni Grad duhova. Sve zgrade u gradu su porušene, neke zbog granata bačene tijekom rata, a neke zbog krađe građevinarskog materijala.
Naselje je 2020., u Drugom ratu u Gorskom Karabahuu, vraćeno pod nadzor Azerbajdžana.

## Stanovništvo
| Godina | Broj stanovnika | Etničke skupine                                   | Izvor                               |
| ------ | --------------- | ------------------------------------------------- | ----------------------------------- |
| 1923.  | 1660            |                                                   | [ 17 ]                              |
| 1926.  | 7910            | 93,6 % Azeri                                      | Popis stanovništva SSSR-a           |
| 1939.  | 10.746          | 83,3 % Azeri, 8,7 % Rusi, 5,3 % Armenci           | Popis stanovništva SSSR-a           |
| 1959.  | 16.061          | 92 % Azeri, 3.6 % Rusi, 3.4 % Armenci             | Popis stanovništva SSSR-a           |
| 1970.  | 21.277          | 94,9 % Azeri, 2 % Rusi & Ukrajinci, 2 % Armenci   | Popis stanovništva SSSR-a           |
| 1979.  | 23.483          | 97 % Azeri, 1,3 % Rusi & Ukrajinci, 1,2 % Armenci | Popis stanovništva SSSR-a           |
| 1989.  | 28.031          |                                                   | Popis stanovništva SSSR-a           |
| 1991.  | 39.200          |                                                   | [ 17 ]                              |
| 2005.  | 0               |                                                   | Popis stanovništva Gorskog Karabaha |
| 2010.  | 360             |                                                   | Popis stanovništva Gorskog Karabaha |

## Šport
Iako je Agdam gotovo nenaseljen, njega predstavlja nogometni klub Qarabağ FK koji je preživio Rat u Gorskom Karabahu. Qarabağ FK se trenutačno natječe u Azerbajdžanskoj Premier ligi.
Stadion Imarat koji je bio jedini stadion u gradu, uništen je armenskim bombardiranjem tijekom Rata u Gorskom Karabahu.

## Galerija
- Ostaci Agdamske džamije
- Ostaci muzeja kruha
- Unutrašnjost Agdamske džamije
- Agdam 2010. godine
- Agdam 2010. godine
- Agdam 2010. godine
- Agdam 2010. godine
- Agdam 2010. godine
- Agdam 2010. godine
- Agdam 2010. godine
- Agdam 2010. godine

## Vanjske poveznice
Vodič: Agdam na Wikivoyageu
- Aghdam: This is no Hiroshima
- Fleeing from Aghdam. Refugee poem
- World Gazetteer: Azerbaijan– World-Gazetteer.com
- Pictures of the deserted town: "Abandoned War-Torn City of Agdam, Azerbaijan"  Arhivirana inačica izvorne stranice od 24. travnja 2021. (Wayback Machine)
- Pictures of the deserted town: "Aghdam"
- Clashes Intensify Between Armenia and Azerbaijan Over Disputed Land. The New York Times. 31. siječnja 2015.